# بولين هيل
بولين هيل (بالإنجليزية: Pauline Hill)‏ هي لاعب كرة قاعدة أمريكية، ولدت في 8 مايو 1926 في هارت في الولايات المتحدة، وتوفيت في 17 سبتمبر 2012 في أوسو في الولايات المتحدة.